# Velimir Živojinović Masuka
Velimir Živojinović Masuka (serbio: Велимир Живојиновић Massuka, 1886—1974) fue un poeta, dramaturgo, prosista, crítico literario y traductor serbio. Nació en 1886 en Velika Plana.
La mayor parte de su actividad creativa dedicó al teatro, pues trabajaba como director en los teatros de Belgrado, Skopje y Niš. El teatro aficionado en su ciudad natal, Velika Plana, lleva su nombre ("Masuka")